# Faxe Bryggeri
Faxe er et bryggeri, som ligger i byen Faxe. Faxe Bryggeri har Europas største produktion af eksportøl.[kilde mangler] Bryggeriet blev grundlagt i 1901.
Efter en fusion med bl.a. Ceres blev Faxe Bryggeri i 1989 en del af Bryggerigruppen A/S der i 2005 skiftede navn til Royal Unibrew A/S. Bryggeriet bruger 4 mio kubikmeter naturgas om året, bl.a til processer med temperatur på 140 grader. Bryggeriet installerer varmepumper og 13 hektar solceller for at mindske gasforbrug i processer med lavere temperatur.
Faxe Bryggeri har også en betydelig produktion af læskedrikke og begyndte i 2006 også at aftappe kildevand med mærket Egekilde, efter at Royal Unibrews salgsaftale om Ramlösa-vand ophørte.
Ved fusionen mellem Faxe Bryggeri og Jyske Bryggerier i 1976 blev Thor og Urban en del af Faxe. I 1978 overtog bryggeriet Odin Bryggeriet i Viborg.
Faxe Bryggeri ejede Lolland-Falsters Bryghus i Nykøbing Falster fra 1983 til 1989, hvor det blev overdraget til Odin Bryggeriet.

## Produkter
Faxe Bryggeri producerer bl.a. følgende:
- Faxe Fad
- Faxe Pilsner
- Royal Export i flere varianter
- Faxe Free i flere varianter
- Faxe Kondi i flere varianter
- Faxe Kondi Booster i flere varianter
- Mirinda (licens) i flere varianter
- 7UP (licens) i flere varianter
- Pepsi (licens) i flere varianter
- Heineken (licens)
- Nikoline i flere varianter
- Egekilde i flere varianter